# Trilobita
Trilobites
Sous-embranchement
Classe
Ordres de rang inférieur
- † Agnostida Salter, 1864
- † Asaphida Fortey & Chatterton 1988
- † Corynexochida Kobayashi 1935
- † Harpetida Ebach & Mcnamara 2002
- † Lichida Moore 1959
- † Odontopleurida Whittington 1959
- † Phacopida Salter 1864
- † Proetida Fortey & Owens 1975
- † Ptychopariida Swinnerton 1915
- † Redlichiida Richter, 1932[1]

Les trilobites (Trilobita) sont des arthropodes marins fossiles ayant existé durant le Paléozoïque (ère primaire) du Cambrien au Permien. Les derniers trilobites ont disparu lors de l'extinction de masse à la fin du Permien, il y a 250 Ma.
Les trilobites forment leur propre classe d'arthropodes définie par leur anatomie spécifique, caractérisée par la « trilobation » longitudinale (lobe médian ou rachis, et deux lobes latéraux ou plèvres) et métamérique (céphalon ou « tête », thorax et pygidium ou « queue »). C'est l'origine de leur nom. Certains crustacés (cloportes isopodes, triops) ou certains chélicérates (limules) peuvent leur ressembler superficiellement, mais n'en font pas partie, même si ce sont, eux aussi, des arthropodes.
Tout en partageant cette anatomie commune, les trilobites présentent une grande diversité d'excroissances (et probablement de coloris) de leur carapace, ainsi qu'une diversité de tailles entre 1 mm et environ 70 cm de long,,. Leur taille moyenne se situe cependant entre 2 et 7 cm. Bien connus, ils sont très abondants dans les roches datant du Paléozoïque et très appréciés des collectionneurs de fossiles par leur beauté et leur variété de formes. Il est probable que cette abondance de carapaces fossilisées soit due au fait qu'en tant qu'arthropodes, ils muaient au cours de leur croissance, mais on ne peut exclure ni des mortalités de masse, ni des changements de morphologie en cours de développement (comme chez les crustacés) de sorte qu'une fraction des 18 750 espèces décrites dans cette classe d'arthropodes (ce qui en fait l'un des groupes exclusivement fossiles les plus diversifiés) sont peut-être des formes larvaires ou juvéniles.

## Anatomie

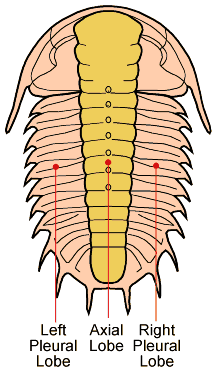
Trilobation longitudinale du corps chez les trilobites (vue dorsale ; en anglais).

Les différentes régions du corps d'un trilobite selon l'axe antéro-postérieur (vue dorsale). Céphalon (« tête »), thorax et pygidium (« queue »).

### Anatomie externe

#### Anatomie dorsale

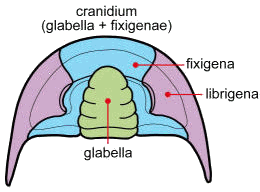
Éléments majeurs du céphalon. Le cranidium (au centre) est séparé des « librigènes » ou joues libres (sur les côtés) par des lignes de suture faciale lors de la mue. Il comprend la partie céphalique du rachis ou « glabelle » et une petite partie de chaque plèvre, les « fixigènes » (ou joues fixes). Vue dorsale.

##### Céphalon
Le céphalon se compose de cinq (peut-être six) segments que l'on rassemble sous le terme de « glabelle ». Elle peut présenter trois types de morphologie : pointue (rétrécie vers l'avant), arrondie ou sphérique (morphologie archaïque) et élargie vers l'avant. Le segment le plus en avant forme l'anneau occipital, il joue un rôle important dans la détermination des trilobites. Parmi les segments suivants on trouve : un segment portant les yeux composés, un autre portant une paire d'antennes uniramées (i.e. à une seule branche) et trois segments portant chacun une paire de segments biramés (i.e. à deux branches).
La glabelle est bordée par les joues. Elles sont traversées par une ligne de suture faciale qui permet de distinguer les joues fixes (« fixigènes » - intérieur) des joues libres (« librigènes » - extérieur). C'est aussi au niveau de cette ligne de suture que l'on trouve les yeux en forme de croissant lesquels pouvaient être particulièrement évolués (ou absent chez les espèces vivant sous la zone euphotique). Ces yeux sont composés de prismes de calcite (jointifs ou non), ces yeux ne pouvaient donc pas réaliser d'accommodation mais avaient une grande profondeur de champ et une faible aberration. Il y a 543 Ma, les trilobites furent les premiers animaux à développer de vrais yeux composés à ommatidies.
On distingue deux types d'yeux :
- ceux de type « holochroal » se caractérisent par une cornée recouvrant toutes les ommatidies dont le nombre est estimé entre 100 et 15 000. Les images des ommatidies se superposent, créant une vue en relief ;
- ceux de type « schizochroal » diffèrent par une individualisation des ommatidies. Chaque unité est ainsi séparée par du tissu conjonctif et possède sa propre cornée. Cette configuration, en séparant les images de chaque ommatidie qui ne voit qu'un fragment de la vue, permet au ganglion  cérébral céphalique du trilobite de reconstituer celle-ci en couvrant un champ de vision supérieur à 180°. Ce type d'œil ne se rencontre que dans l'ordre des phacopides : il semble qu'il soit adapté à des environnements de faible luminosité.

##### Thorax
Il a pour caractéristique d'être composé de segments articulés les uns avec les autres (segments mobiles). Le nombre de segments dans cette région du corps varie de 2 à 103 (Balcoraccania dailyi). Un trilobite possédant un nombre inférieur ou égal à 3 segments est qualifié de myomera, s'il possède plus de 3 segments, il est qualifié de polymera. Les segments du thorax forment parfois deux ensembles morphologiques distincts chez certaines formes primitives. On parle alors de « prothorax », pour la partie antérieure, et d'« opisthothorax », pour la partie postérieure. Le nombre élevé de segments offre une grande souplesse au thorax favorisant ainsi une position de défense par enroulement comme on peut l'observer chez d'autres arthropodes.

##### Pygidium
Le pygidium se compose chez la plupart des trilobites de segments identiques aux segments thoraciques mais ne s'articulant pas entre eux (segments soudés). L'ensemble rigide ainsi formé semble avoir été utilisé comme palette natatoire et peut être de taille très différente selon les espèces. On parle de forme « micropyge, subisopyge, isopyge » ou « macropyge » selon que le pygidium est de taille respectivement très inférieure, un peu inférieure, à peu près identique, ou largement supérieure à celle du céphalon. La plupart des formes primitives de trilobites sont de type « micropyge ». Des extensions non segmentées (épines pygidiales) sont quelquefois observées aux extrémités du pygidium, on distingue le telson (une seule pointe) et les cerques (pointes multiples).

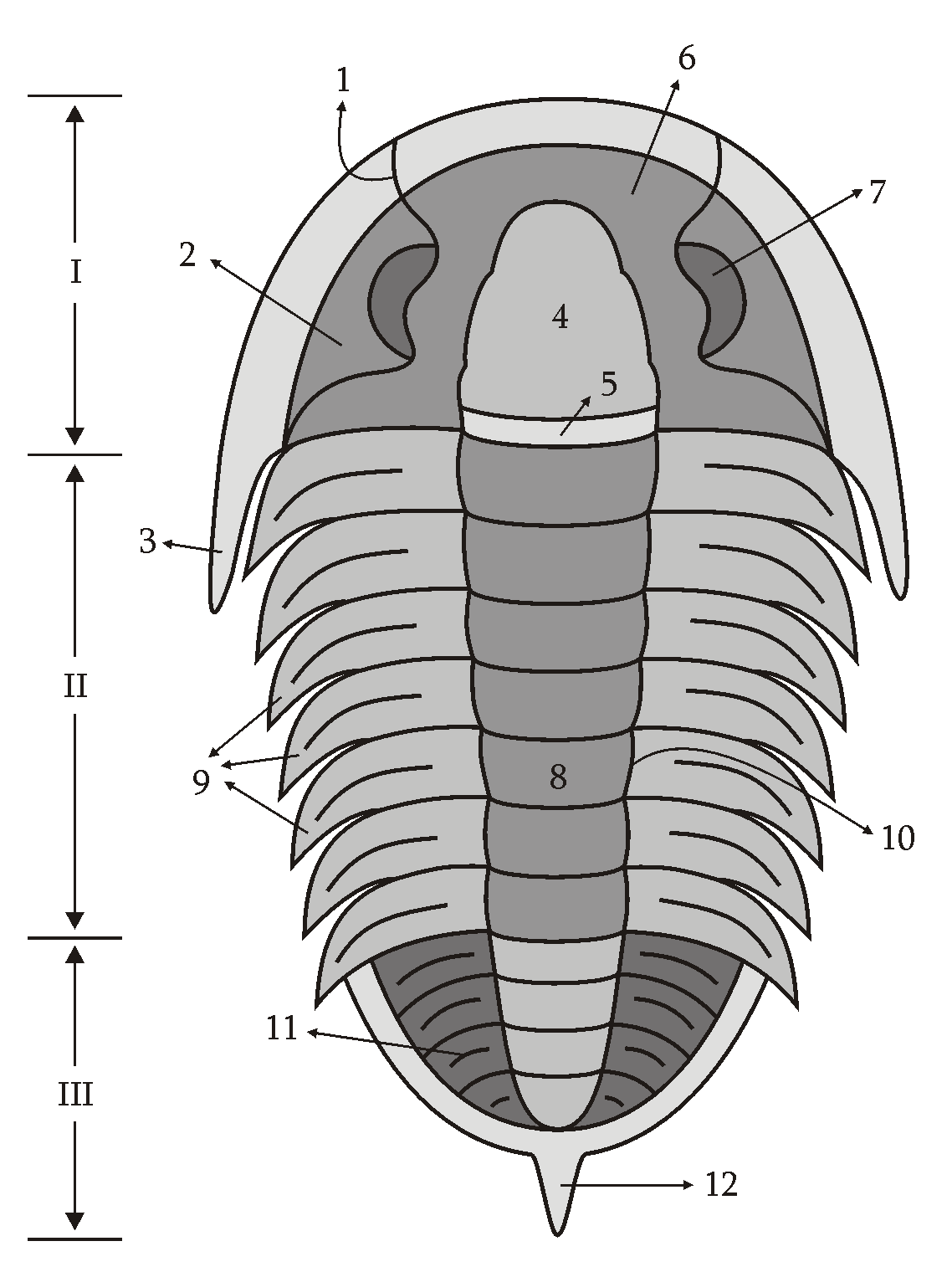
1. Suture faciale. 2. Librigène (joue libre). 3. Pointe génale. 4. Glabelle. 5. Anneau occipital (segment postérieur de la glabelle). 6. Fixigéne (joue fixe). 7. Œil. 8. Anneau axial. 9. Épines pleurales. 10. Sillon dorsal. 11. Sillon pleural. 12. Épine pygidiale. I : Cephalon ('tête'). II : Thorax. III : Pygidium ('Queue'). Le cephalon comprend trois éléments se séparant lors de la mue : les librigènes à l'extérieur des lignes de suture faciale et le cranidium entre ces deux lignes.

##### Exosquelette
Les trilobites étaient protégés en surface par un solide exosquelette. Durant la mue, cet exosquelette se scindait en deux au niveau de la jonction tête/thorax, si bien que de nombreux fossiles d'exuvies sont dépourvus de l'une ou l'autre de ces parties du corps. Ces fossiles sont très nombreux, car l'animal muait plusieurs fois au cours de sa vie. Dans la plupart des groupes, on trouvait deux sutures faciales (articulations sans cartilages et peu mobiles) sur les joues, ce qui facilitait la mue.
La géométrie de la suture faciale participe à la systématique des trilobites, on distingue :
- la suture « proparienne », qui aboutit avant les pointes génales (genre Phacops) ;
- la suture « gonatoparienne », qui aboutit dans les angles (genre Asaphiscus) ;
- la suture « opisthoparienne », qui aboutit à l'arrière du céphalon ;
- la suture « hypoparienne », qui n'est plus visible en vue dorsale car elle se situe sur la bordure du bouclier céphalique. On la rencontre surtout chez des individus primitifs tels que ceux appartenant au genre Olenellus).

Chez certains trilobites, comme ceux de l'ordre Lichida, l'exosquelette présente des formes élaborées et épineuses, de l'Ordovicien jusqu'à la fin de la période du Dévonien. On a trouvé de tels fossiles dans la formation du Hamar Laghad d'Alnif, au Maroc. L'industrie des faux de ce type de fossiles, très recherchés, y est très active. D'autres spécimens ont été retrouvés dans l'est de la Russie européenne et en Ontario, au Canada. D'après le New Scientist magazine (mai 2005), « certains […] trilobites […] avaient des "cornes" sur la tête, similaires à celles des scarabées actuels ». En se fondant sur leur localisation, leur forme et leur taille, Rob Knell et Richard Fortey du Muséum d'histoire naturelle de Londres ont avancé que ces « cornes » servaient probablement de dispositif de combat aux trilobites, ce qui pourrait faire d'eux, selon une étude de la famille des Raphiophoridae, les premiers animaux à pouvoir s'affronter pour ensuite s'accoupler.

#### Anatomie ventrale

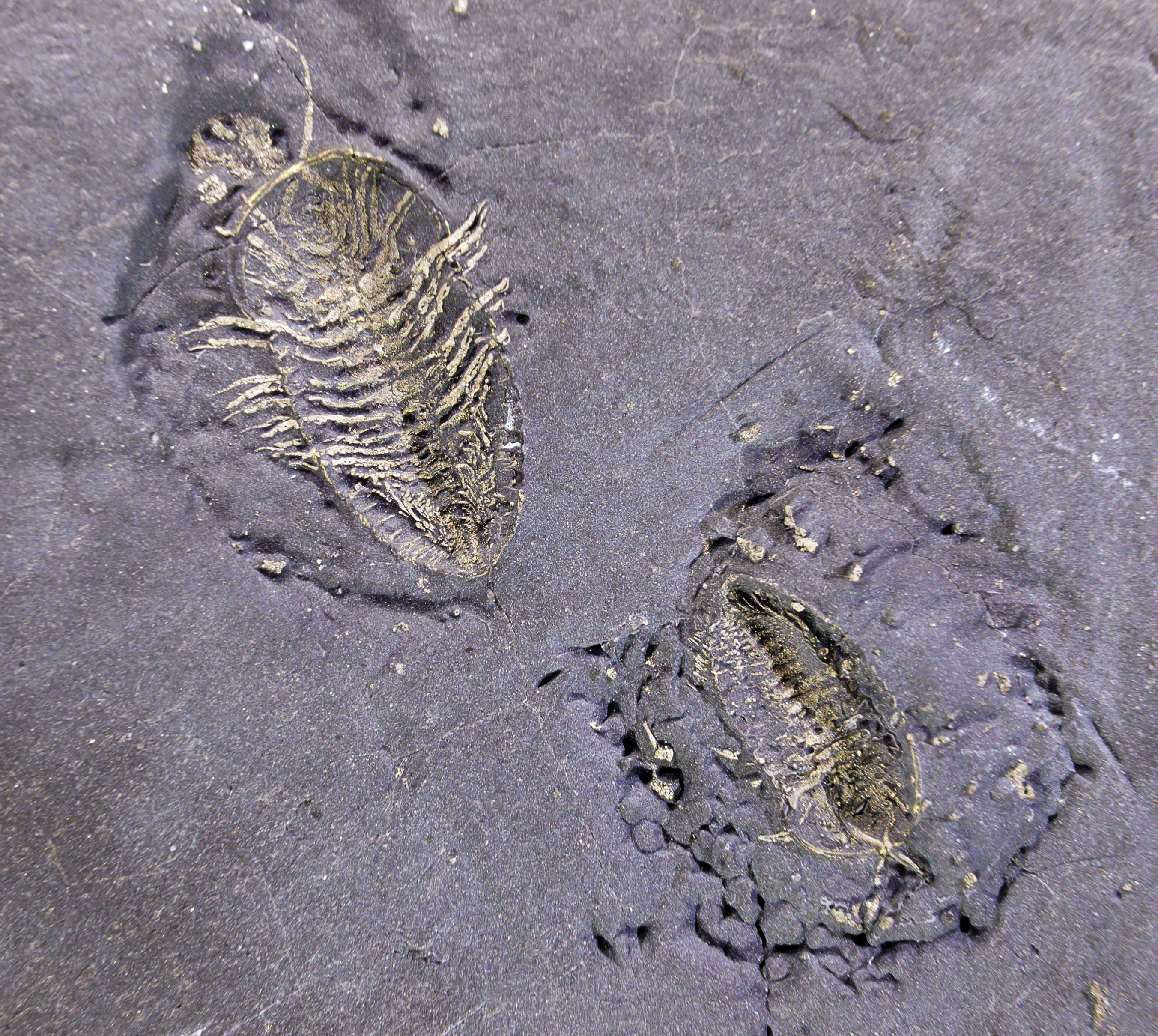
Triarthrus Eatoni : vue ventrale.

Les trilobites étaient pourvus d'une paire d'antennes préorales et de membres biramés indifférenciés. Ces derniers se rencontraient uniquement sur le thorax et le pygidum. Seul un segment (« précoxa ») relie l'appendice au reste du corps. La partie locomotrice du membre (l'« endopodite ») est constituée de sept segments et reliée au « précoxa » par l'intermédiaire du coxa. La partie branchiale est représentée par le « préépipodite », directement relié au « précoxa ». Les membres étaient tous protégés sur leurs côtés par les lobes pleuraux, disposés symétriquement autour d'un lobe axial.

### Anatomie interne
- Les principaux organes de l’appareil digestif étaient contenus dans le rachis ; un hypostome vers l’avant et une petite pièce médiane ou épistome encadrent la bouche. L’œsophage, l’estomac et les glandes secrétant des sucs digestifs logent dans la glabelle, où l’on trouve leurs empreintes. Les coecums ou ceca présentent une disposition métamérique, mais le segment oviparial en est dépourvu.
- Le système musculaire des trilobites est mal connu, mais il est probable que les muscles étaient striés  comme ceux des autres arthropodes.
- Le système nerveux, proche des autres arthropodes, se compose presque toujours d’un gros ganglion cérébral, de nerfs optiques conduisant aux yeux composés, d’un collier péri-œsophagien, d’un ganglion sous-œsophagien et d’une chaîne nerveuse ventrale.
- Comme chez les autres arthropodes, l’appareil circulatoire s’articule autour d’un épais vaisseau dorsal composé de « cœurs » emboîtés pompant d’arrière en avant un sang que l’on suppose incolore et à base de cuivre (hémocyanique) comme celui des autres arthropodes.

La grande majorité des fossiles de trilobites ne présentent cependant qu'une morphologie externe. En 2024, El Albani et al. décrivent dans le Cambrien du Maroc plusieurs fossiles de trilobites morts ensevelis par une coulée pyroclastique sous-marine et remarquablement préservés dans la roche, sans écrasement ni distorsion. Ces fossiles révèlent des éléments jusque là inconnus : un labrum de tissus mous attaché à l'hypostome, une bouche en forme de fente et des appendices céphaliques distinctifs pour l'alimentation.

## Développement
Le développement des trilobites est particulièrement connu, et ce grâce à une minéralisation précoce de leur carapace dorsale ayant permis la fossilisation de très jeunes individus. Il est généralement subdivisé en trois périodes :
- la période protaspis (« larve ») ;
- la période meraspis (« juvénile ») ;
- la période holaspis (« adulte » ou « imago »).

## Écologie

### Mode de vie

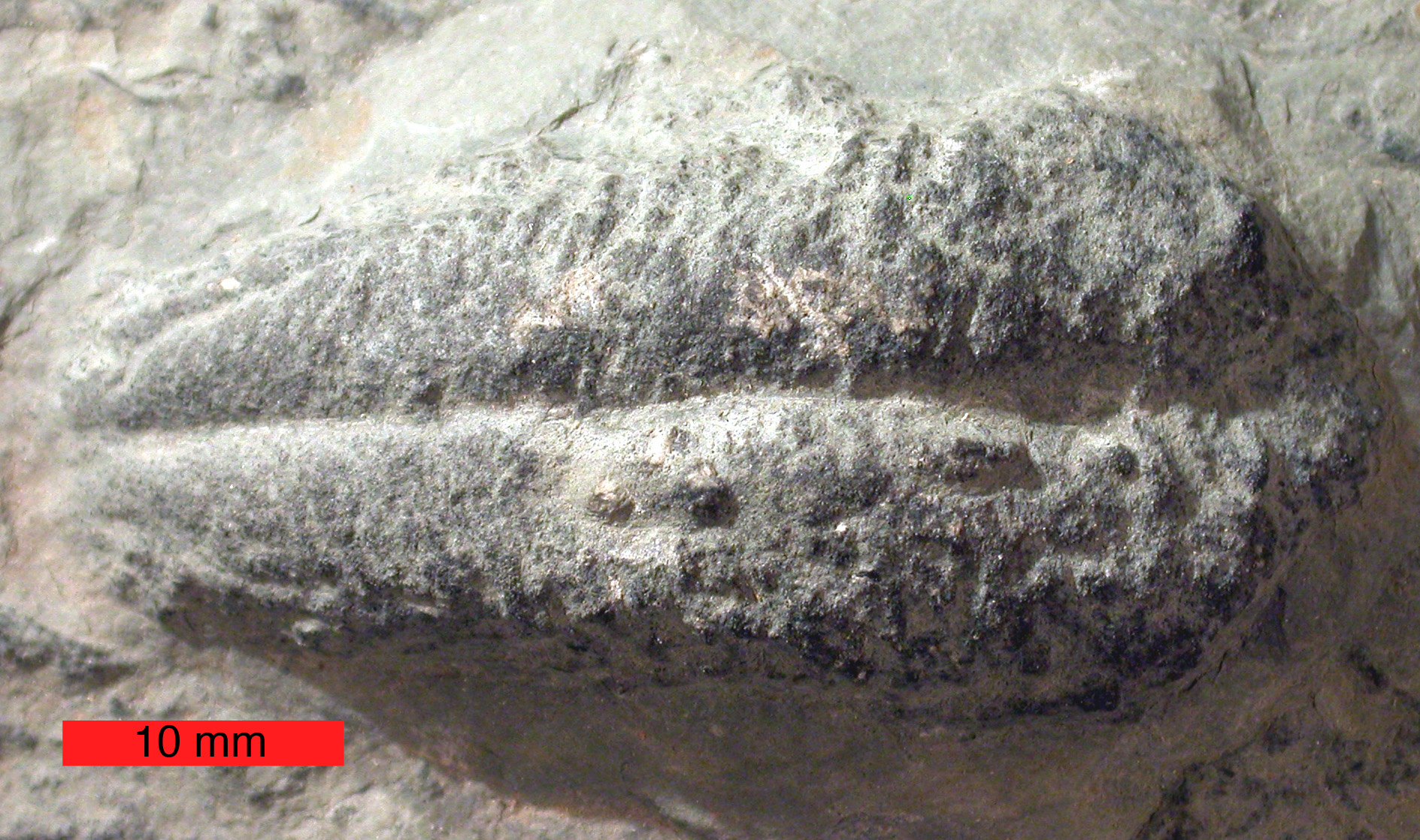
Rusophycus

Les trilobites étaient tous marins, en grande majorité benthiques, vivant sur (« épibenthiques ») ou dans (« endobenthiques ») le substrat constituant le fond des mers. Leurs activités ont laissé de nombreuses traces. Les « Bilobites » (deux bourrelets subparallèles et striés) ont longtemps été considérés comme le déplacement du trilobite sur le sédiment, chaque bourrelet correspondant à un rang d'appendices, mais ils sont désormais interprétés « en paléoichnologie comme les empreintes des déplacements de gros vers marins à soies rigides ». Les Rhizophicus (« pas de bœuf ») en revanche, résultent de l'enfouissement, du fouissage voire de traces de repos de trilobites dans le sédiment.
Il semble toutefois que certaines formes étaient pélagiques, nageant de façon active (nectonique) dans la masse d'eau, de manière soit « cyclopyge » (à l'aide de leur pygidium) soit « cyclopode » (à l'aide de leurs pattes) ou bien se laissant emporter par les courants de façon passive (planctonique, peut-être le cas des Agnostida). L'adaptation au mode de vie pélagique s'est accompagnée de modifications de l'exosquelette : les pointes génales atteignent de grandes tailles, permettant la stabilisation du corps et tenant les prédateurs, pouvant venir de toutes les directions, à distance. Les yeux sont très développés, suggérent des migrations nocturnes. Certaines formes étaient nectobenthiques : elles ne vivaient pas sur le fond mais à proximité du fond. Elles se caractérisaient par l'absence de pointes génales et un corps plat et très large, limitant ainsi les turbulences hydrodynamiques.
Les fossiles de trilobites Ampyx priscus présents au Maroc, dans des couches sédimentaires âgées d'environ 480 Ma, témoignent d'un comportement collectif : on les trouve en files linéaires tout en gardant entre eux des contacts étroits via leurs très longues épines.

### Régime alimentaire
La majorité des plus anciens trilobites tels que les olénoïdes étaient probablement prédateurs d'invertébrés benthiques comme les vers Ottoia. Leurs pattes étaient munies de gnathobases épineuses. Le ver était extrait de sa galerie puis déchiqueté par les épines des pattes et les puissantes gnathobases, puis vraisemblablement amené entre les pattes vers la bouche où il était broyé au niveau de l'hypostome pour ingestion. Chez les crustacés et les insectes, ces fonctions sont remplies par les pièces buccales spécialisées dans la transformation de la nourriture avant l'ingestion. Chrez les Trilobites, la majeure partie du traitement s'effectuait dans la cannelure médiale longitudinale entre les paires de gnathobases.
Les trilobites prédateurs devaient avoir les hypostomes conterminants fermement attachés à la doublure frontale, stabilisant essentiellement l’hypostome contre l'exosquelette céphalique afin d’améliorer le déchiquetage de la proie. Il y a une variation considérable de la taille et de la forme de l’hypostome conterminant, suggérant les nombreuses spécialisations trophiques.

### Reproduction
Depuis 2017, on a identifié de façon probable des pontes de Trilobites, après la découverte d’œufs fossiles près d'exosquelettes très bien conservés, dans des roches de l'État de New York âgées de 450 Ma. Ces œufs ont un diamètre de presque 200 µm. Les trilobites pourraient avoir déposé leurs œufs et leur sperme via des pores génitaux situés à l'arrière de leur cephalon [citation nécessaire].

## Évolution

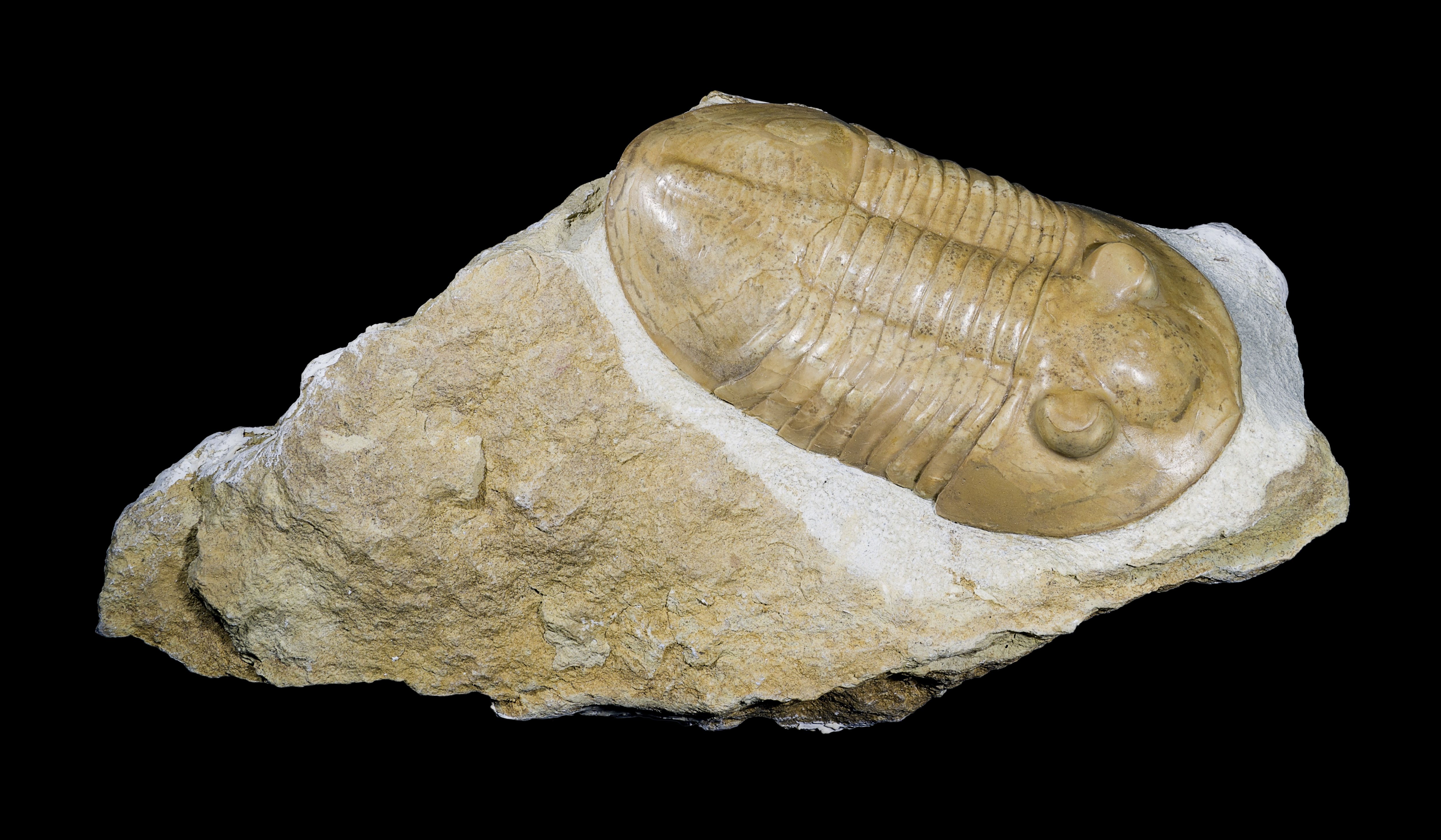
Pseudoasaphus - Muséum de Toulouse.

Les trilobites sont fossilisés en grand nombre dès le Cambrien inférieur, il y a environ 525 millions d'années. Auparavant, à l'Édiacarien, on ne trouve pas de Trilobites, mais des formes non trilobées morphologiquement proches, dont ils pourraient être issus : les Spriggina. Les premiers véritables trilobites appartiennent à l'ordre des Redlichiida, mais très vite les ordres des Agnostida et des Ptychopariida apparaissent. Le Cambrien est une période importante de diversification pour les Trilobites qui atteindront leur maximum de diversité au Cambrien supérieur. L'Ordovicien est marqué par des disparitions, mais aussi par un net renouvellement des faunes à trilobites avec l'apparition de nouveaux groupes, en particulier les Asaphida et les Corynexochida. Durant cette période, les trilobites présentent encore une très forte diversité.
Les Trilobites ont survécu à cinq extinctions de masse : cambri-ordovicienne, ordo-silurienne (vraisemblablement engendrée par une importante glaciation), dévonienne, tournaisienne et guadalupienne, et ont par cinq fois reconstitué leur diversité et leur biomasse, mais une sixième extinction, celle très sévère du Permo-Trias, a mis fin à l'existence de cette classe, après 291 millions d'années d'existence. Parmi leurs périodes de diversification, celle du Silurien est modérée, tandis que celle du Dévonien inférieur est importante, mais interrompue par une suite d'extinctions au Dévonien supérieur, comme l'événement de Kellwasser, le passage Frasnien/Famennien et le Hangenberg, qui sont des crises majeures de l'histoire de la vie. Des cinq ordres présents au début du Dévonien supérieur, seuls les Phacopida et les Proetida survivent à l'événement de Kellwasser. Les Phacopida s'éteignent lors de l'événement Hangenberg au Famennien terminal, tandis que les Proetida survivent encore près de 90 millions d'années. Après une phase importante de diversification au Carbonifère inférieur, la biodiversité des Trilobites chute de façon importante au milieu du Carbonifère. Progressivement, face à la concurrence des Crustacés, ils deviennent une composante minoritaire des faunes marines benthiques, qui ne survit pas au Changhsingien, l'étage géologique le plus récent du Permien, lors de la plus importante crise biologique de l'histoire de la vie qui définit la limite supérieure du Paléozoïque (ou ère primaire).

## Intérêt scientifique

### Stratigraphie
Ces fossiles ont eu une vaste répartition géographique, avec un grand nombre d'espèces évoluant rapidement, ce qui permet de dater les formations géologiques de façon précise. C'est pourquoi les trilobites sont de bons fossiles stratigraphiques, dont on se sert pour créer les divisions chronologiques dans le Paléozoïque (surtout du Cambrien au Dévonien).

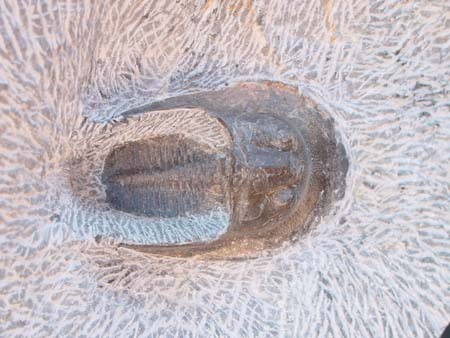
Trilobite de la famille des Harpetidae
Ordovicien, Haut-Atlas, Maroc.

En France, on trouve des trilobites en Languedoc, dans les Pyrénées, en Bretagne/Normandie et dans les Ardennes. Les plus anciens ont été découverts dans les départements de l'Hérault, l'Aude et l'Aveyron avec des spécimens datés du Cambrien inférieur. Du Cambrien, à l'Ordovicien et au Dévonien, le pays de Galles, la Bretagne, la Bohême (Tchéquie), la Russie, les Appalaches aux États-Unis et le Maroc (en particulier la région d'Erfoud) sont quelques-unes des régions où les gisements de trilobites sont parmi les plus importants et les plus diversifiés au monde.
Un écosystème vieux de 515 millions d'années a été découvert en 2024 dans des niveaux de cendres volcaniques à Aït Youb, dans la région du Souss-Massa (Maroc). On y a trouvé notamment deux nouvelles espèces de trilobites dont les représentants, pétrifiés dans leur dernière posture, présentent des détails anatomiques inédits,.

### Paléogéographie

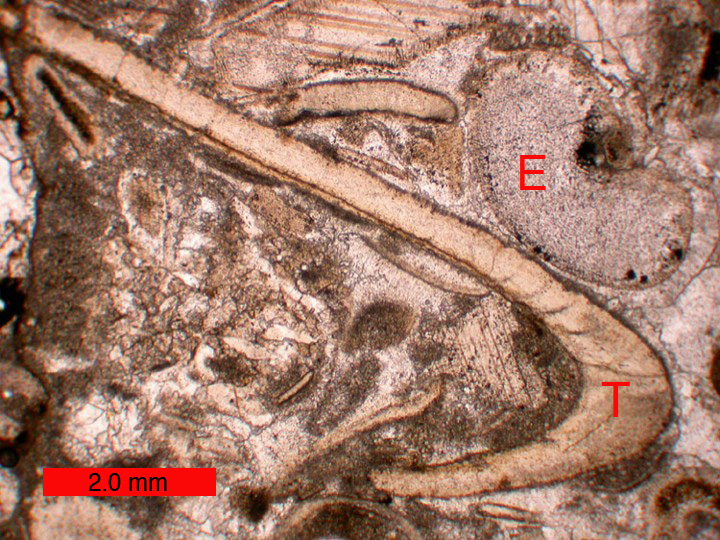
Lame mince de calcaire montrant des fragments de coquilles (bioclastes) : T pour trilobites et E pour échinodermes.

Au cours du Paléozoïque, les terres émergées se concentraient en trois grandes masses : Gondwana, Laurussia et Sibéria, les Trilobites, essentiellement benthiques, se répartissaient alors sur les plateaux continentaux. Toutefois le caractère benthiques de leur mode de vie ne leur permet pas une forte propagation géographique. Ce manque de mobilité entraîne un fort provincialisme avec la création de trois « provinces à Trilobites » qui ne sont toutefois pas corrélées avec les masses continentales, car l'état larvaire favorise leur dissémination et permet ainsi leur dispersion sur d'autres rives. La convergence des masses continentales pour former la Pangée favorise le rapprochement et le mélange des faunes, et ainsi la concurrence qui induit la disparition de diverses espèces marines du plateau continental.

### Paléoenvironnement
Les Trilobites étaient adaptés à des environnements très divers mais la majorité des espèces était benthique (vivait sur le fond), ce qui a favorisé leur fossilisation. On suppose que comme les crustacés actuels, qui occupent la plupart des niches écologiques jadis habitées par les trilobites, ceux-ci étaient les proies de divers prédateurs, tel Anomalocaris au Cambrien : on a retrouvé des traces de morsures sur des carapaces de trilobites.

### Collections

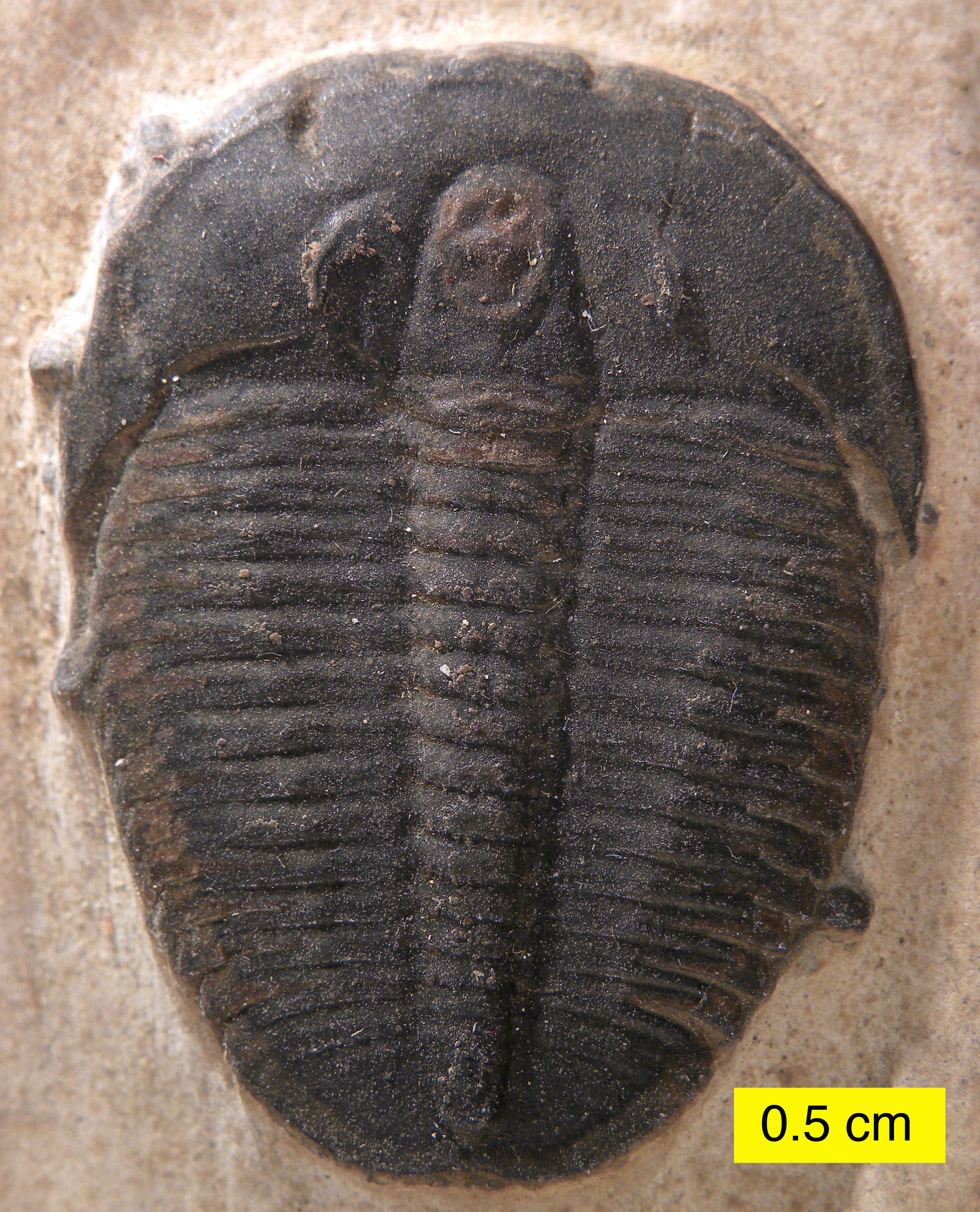
Elrathia kingi, Wheeler Shale (schistes de Wheeler), Utah (États-Unis).

Leur abondance dans certaines séries sédimentaires ainsi que leur diversité de formes et de tailles ont fortement contribué à populariser les trilobites auprès des collectionneurs. Cet intérêt a aussi contribué à favoriser leur étude par les paléontologues au point qu'ils ont fait l'objet de plus de travaux que l'ensemble des autres groupes d'invertébrés.

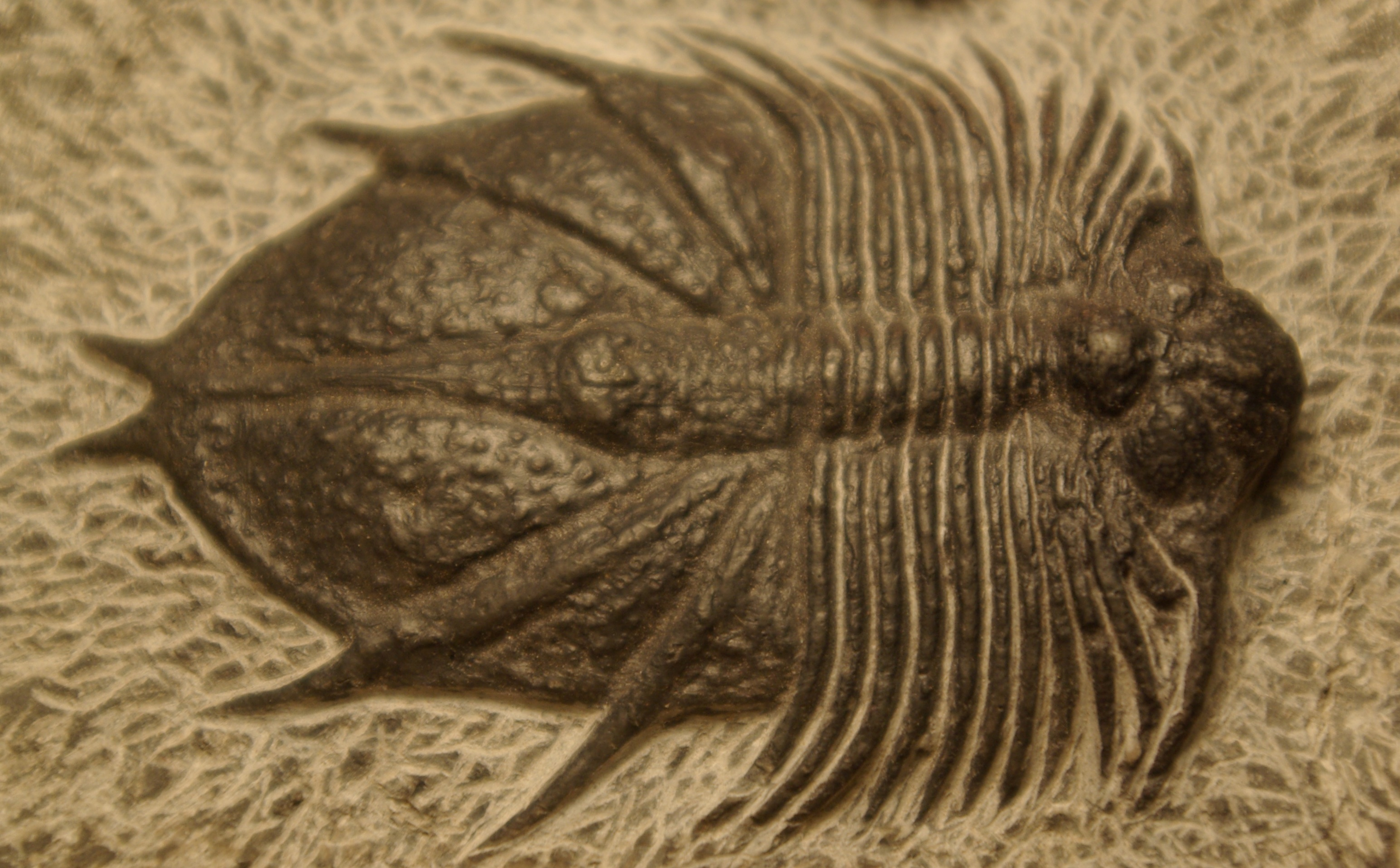
Faux trilobite sculpté et peint imitant un Acanthopyge

Les Trilobites sont si recherchés par les collectionneurs, qu'ils peuvent être artificiellement sculptés pour être vendus.

## Systématique
La classe des Trilobita a été décrite par le naturaliste allemand Johann Ernst Immanuel Walch en 1771.

### Liste des ordres
D'après la synthèse du site du Dr Sam Gon III : 
- Agnostida Salter, 1864
- Asaphida Fortey & Chatterton 1988
- Corynexochida Kobayashi 1935
- Harpetida Ebach & Mcnamara 2002
- Lichida Moore 1959
- Odontopleurida Whittington 1959
- Phacopida Salter 1864
- Proetida Fortey & Owens 1975
- Ptychopariida Swinnerton 1915
- Redlichiida Richter, 1932

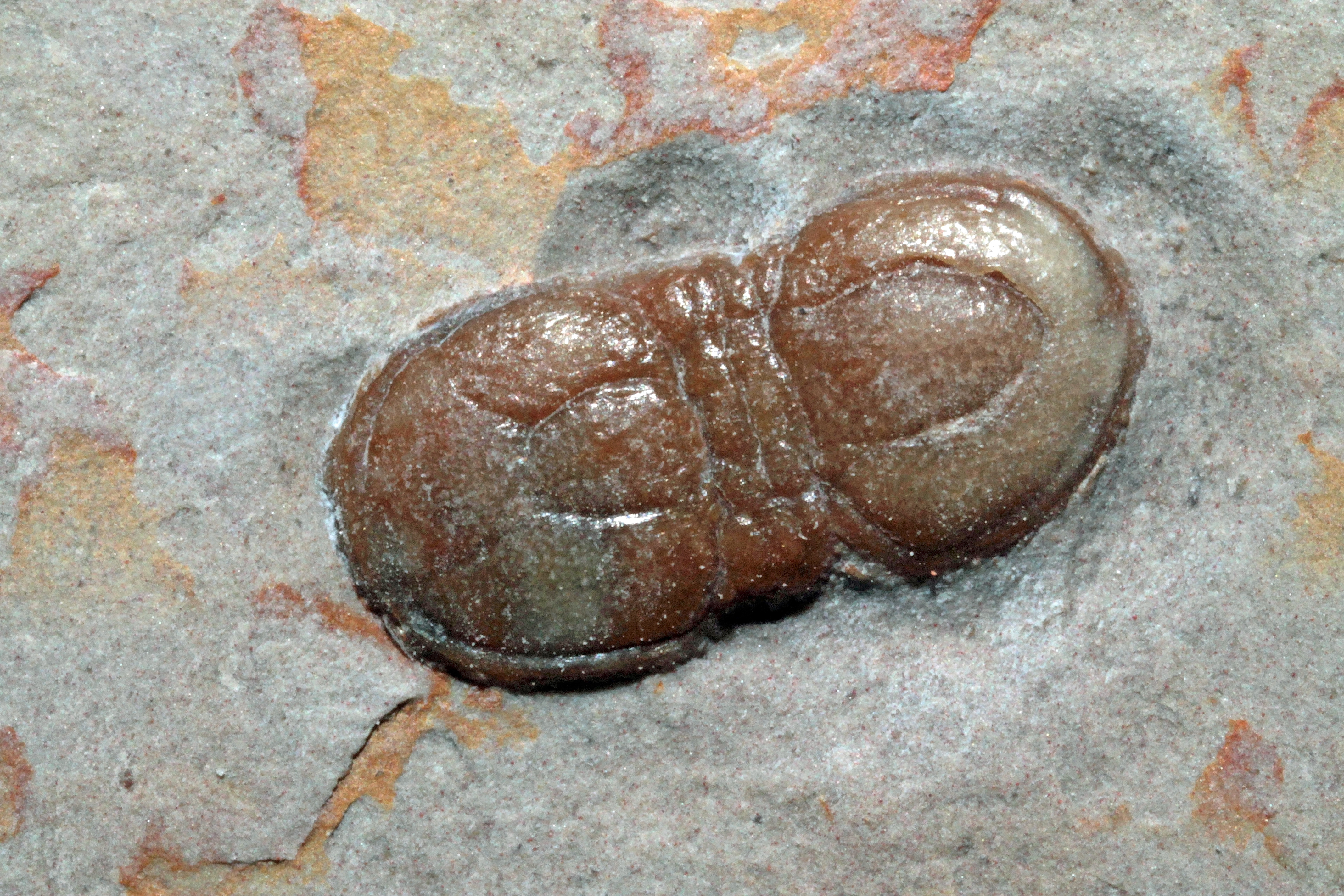
Hypagnostus parvifrons (Agnostida).
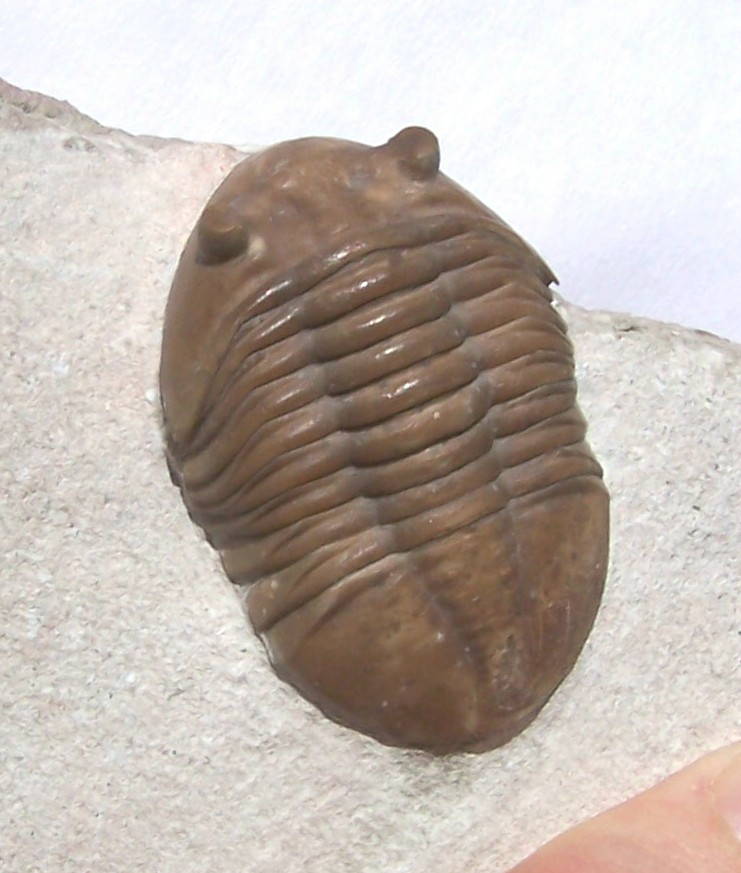
Asaphus lepidurus (Asaphida).
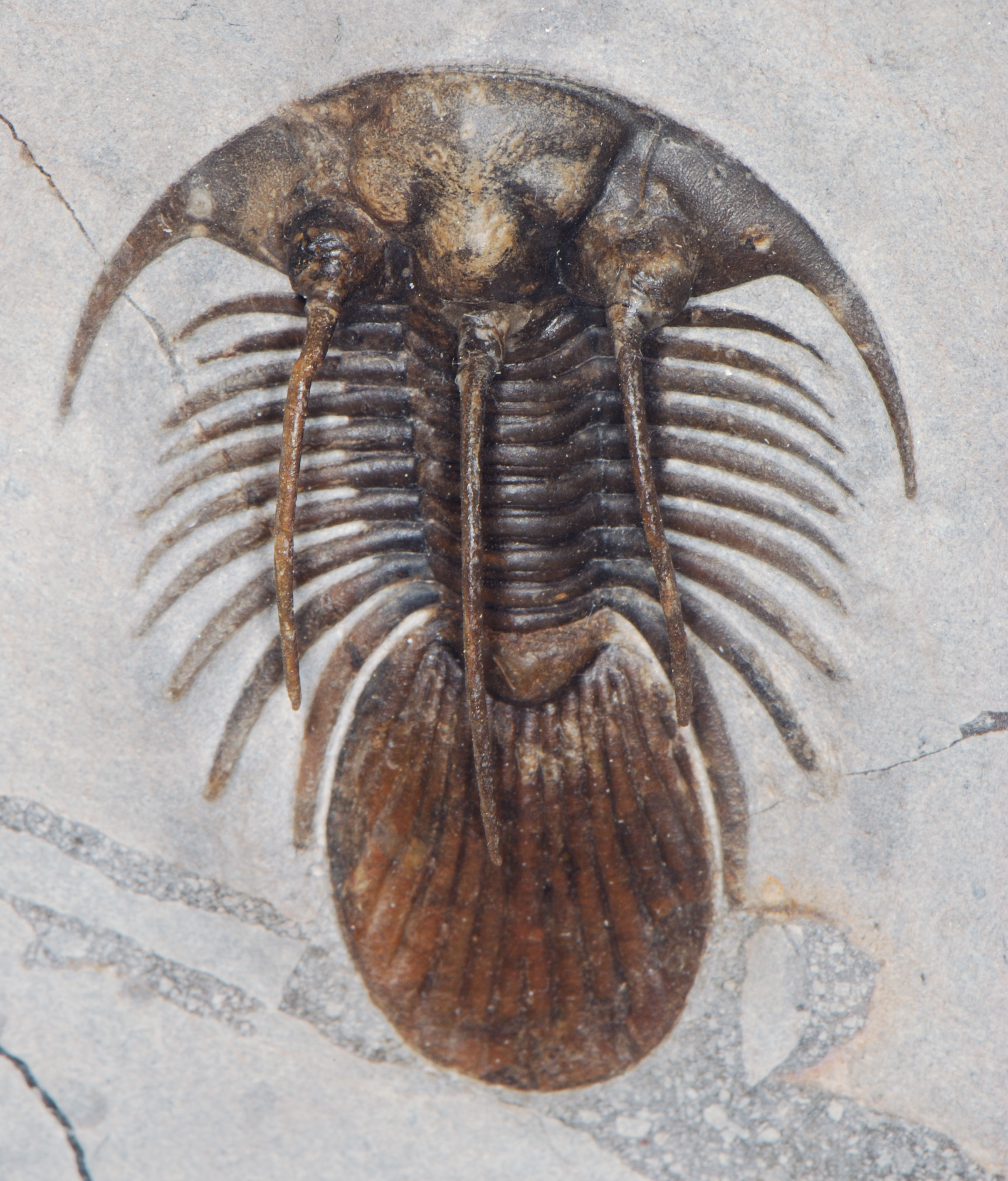
Kolihapeltis (Corynexochida).
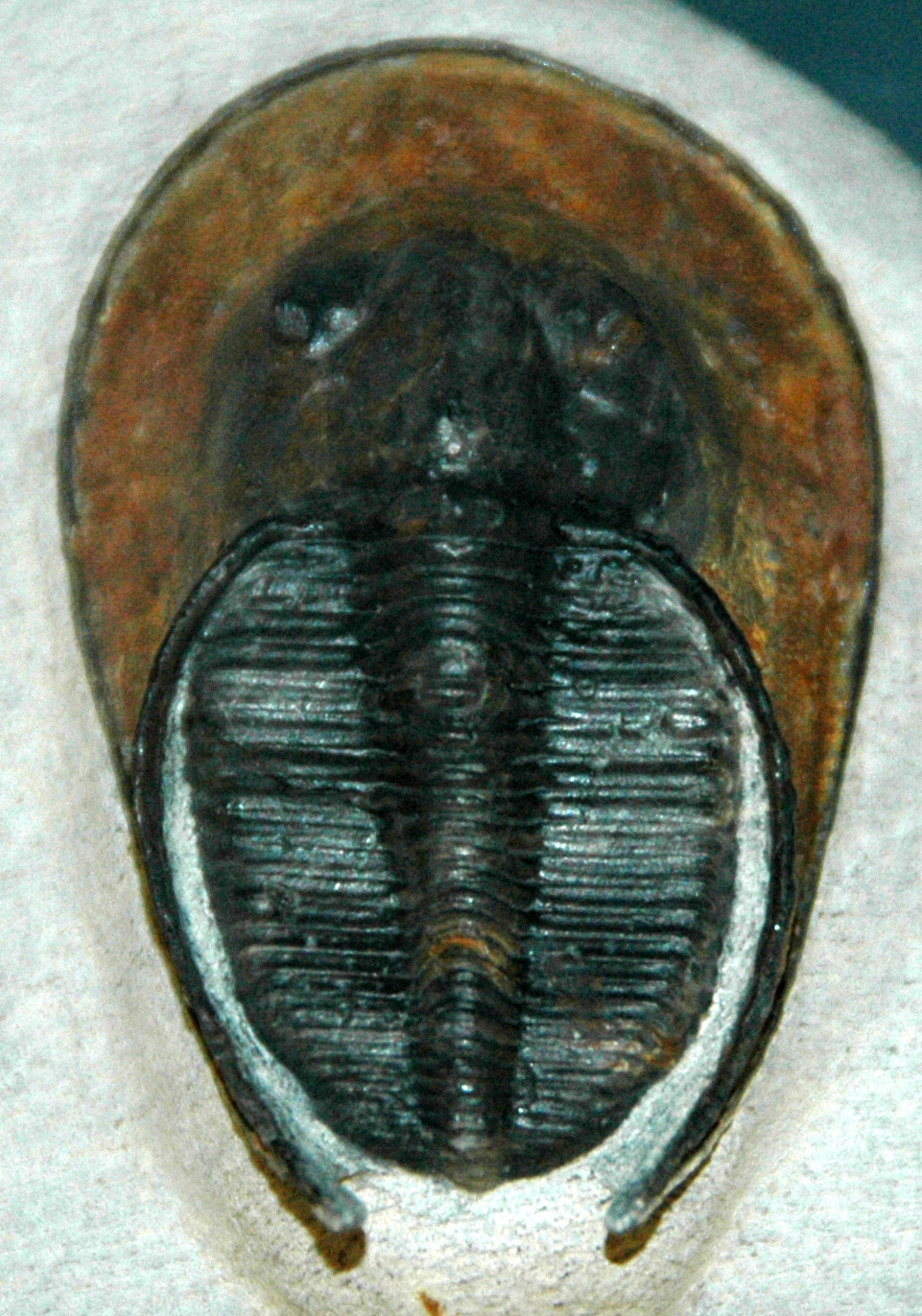
Harpes perradiatus (Harpetida).
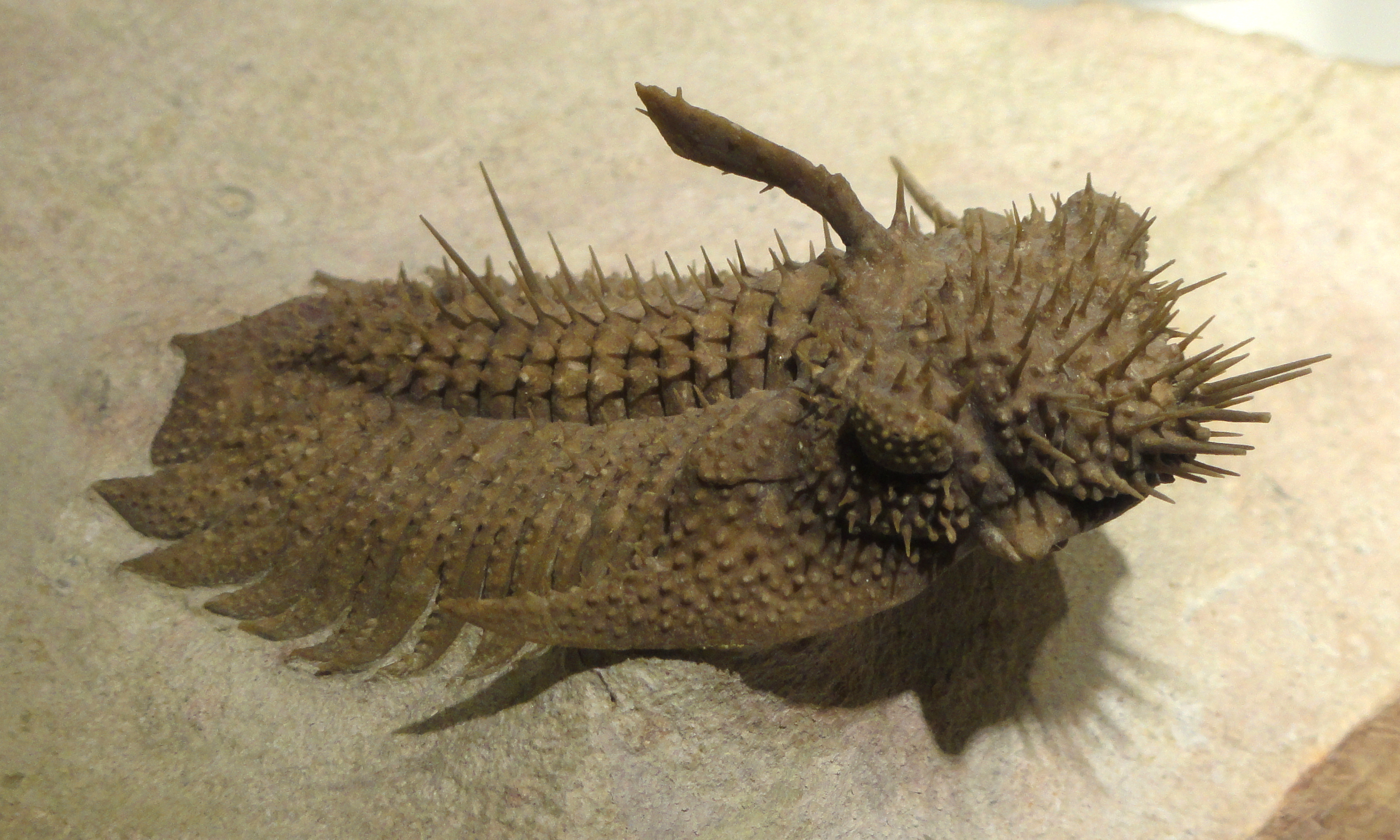
Hoplolichas (Lichida).
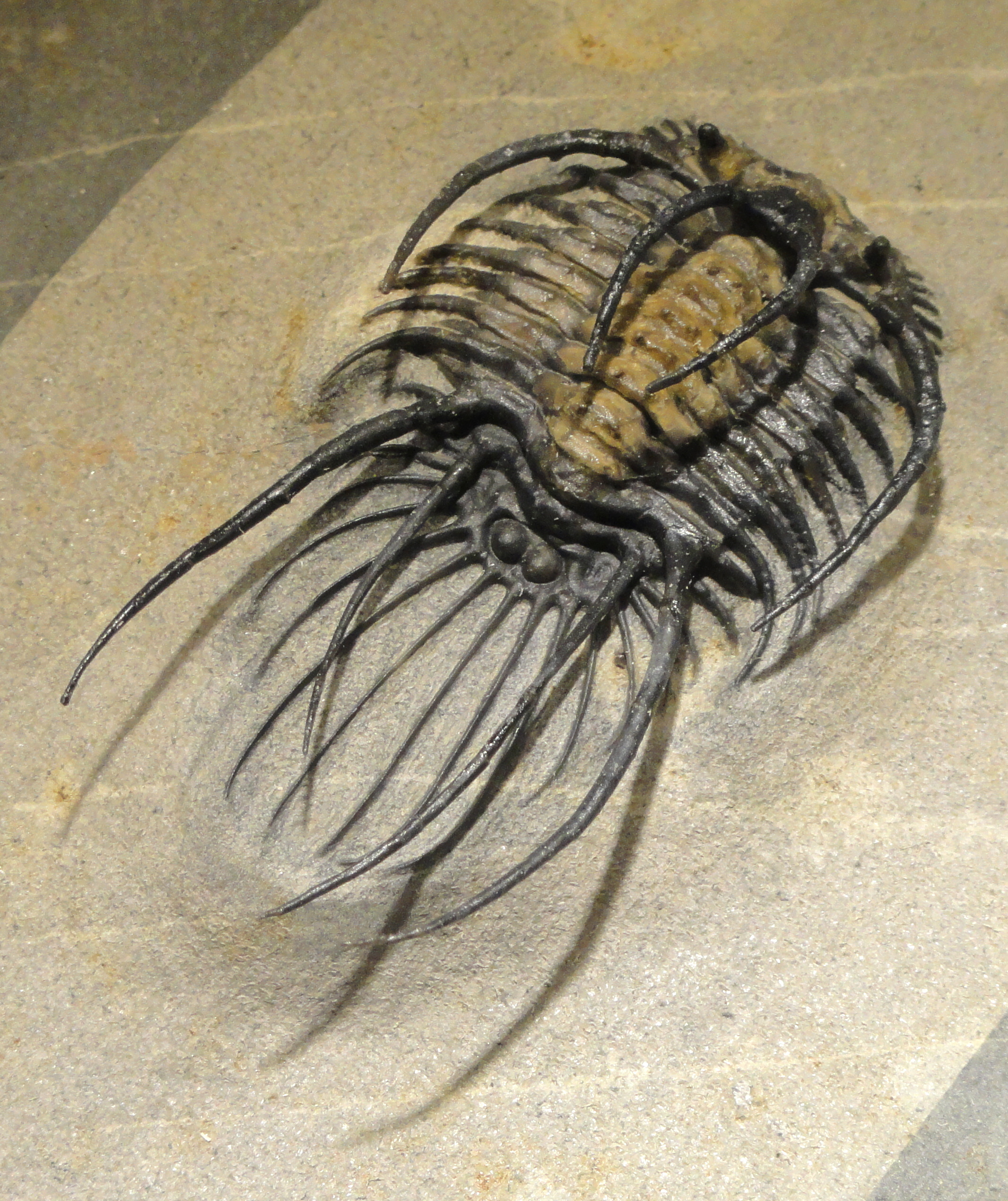
Radiaspis (Odontopleurida).
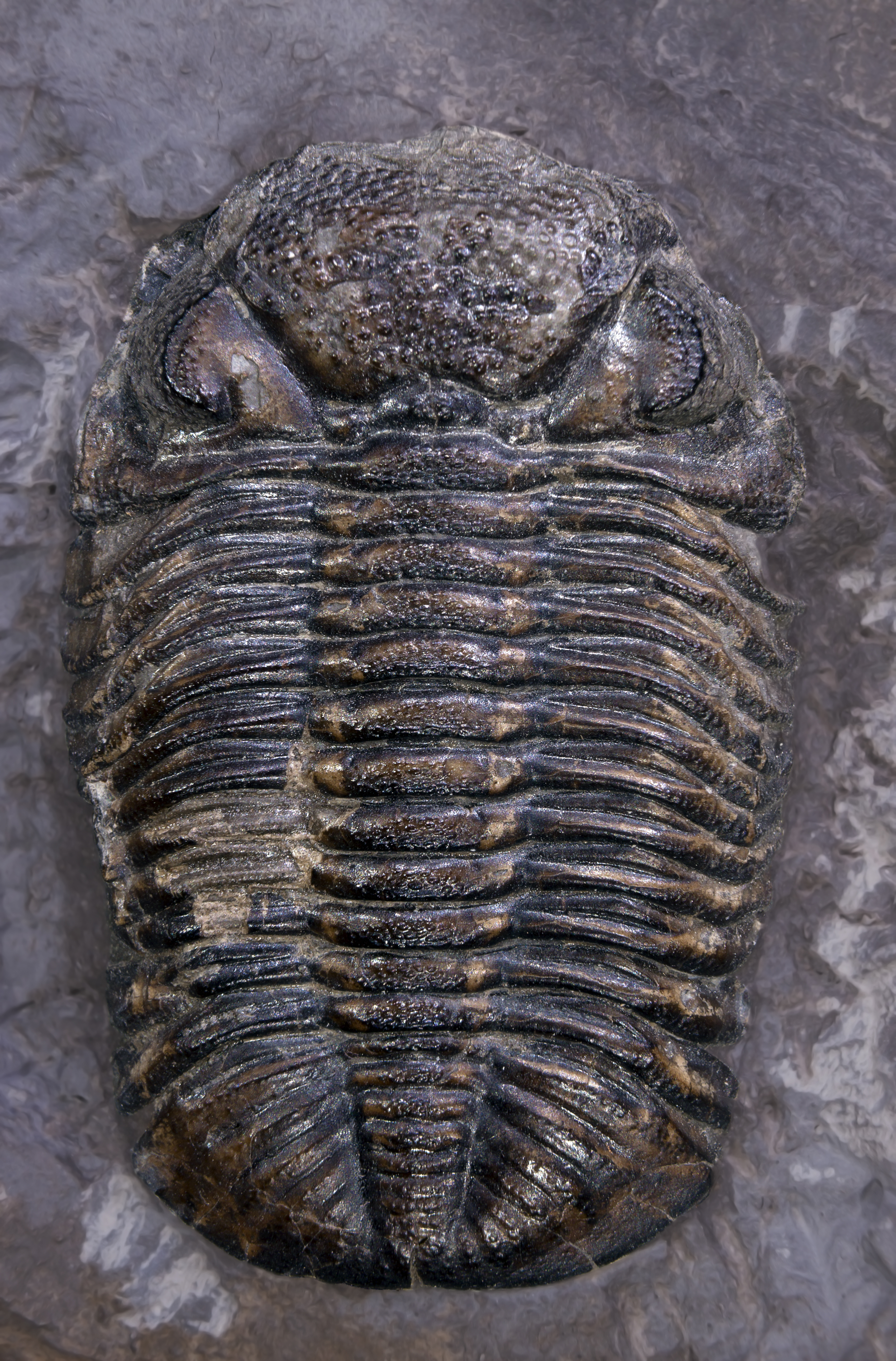
Phacops rana (Phacopida).
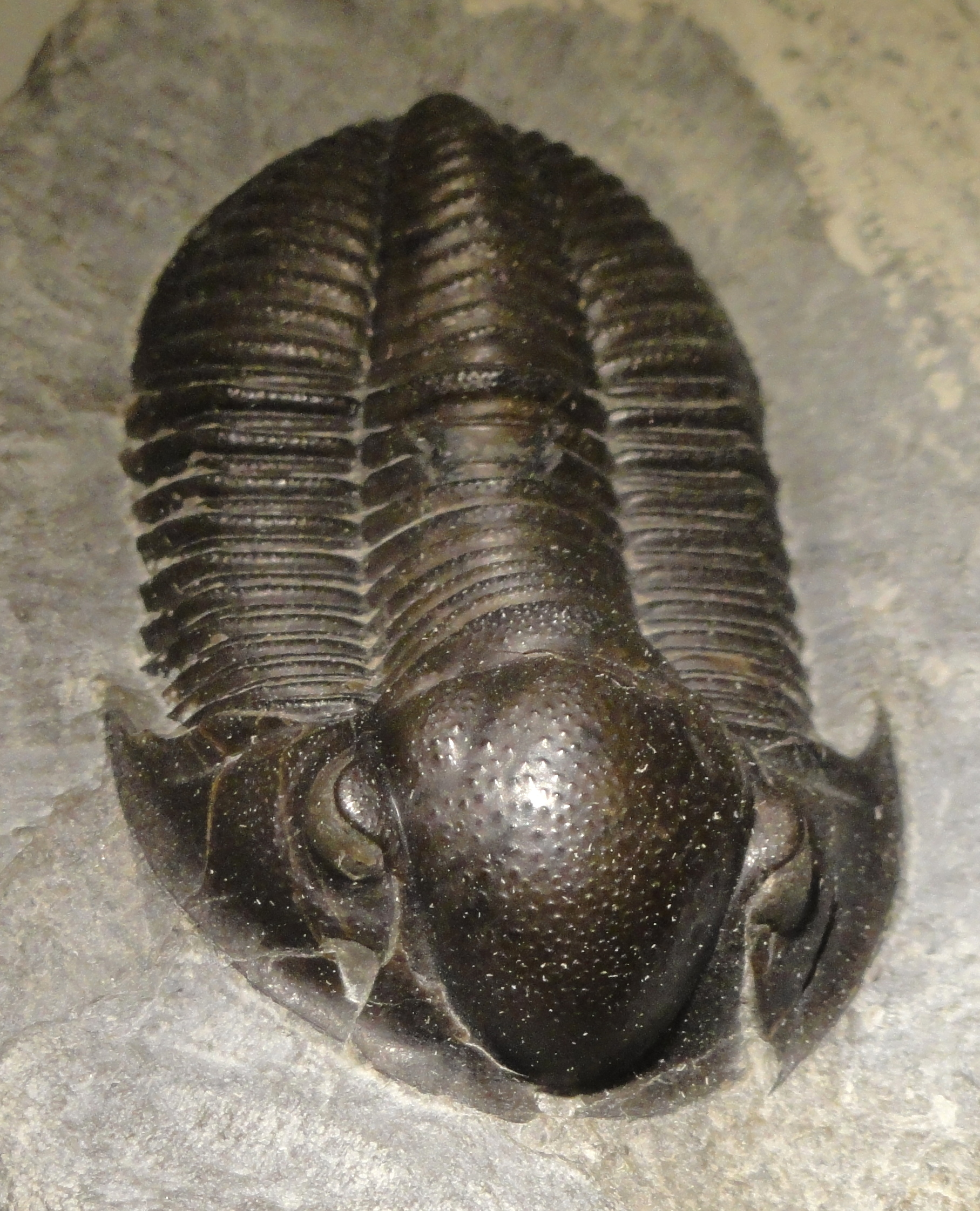
Monodechenella macrocephala (Proetida).
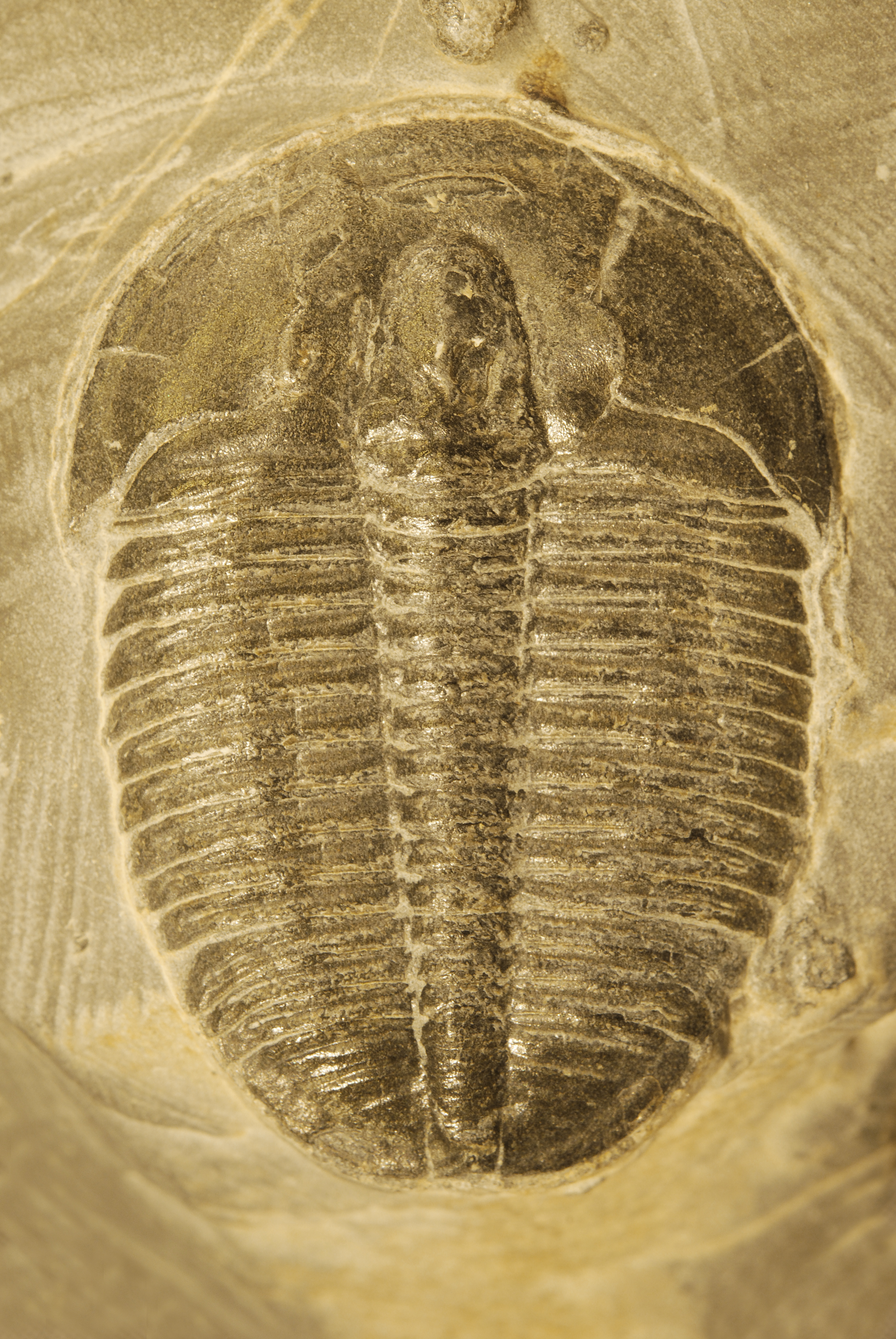
Elrathia kingii (Ptychopariida).
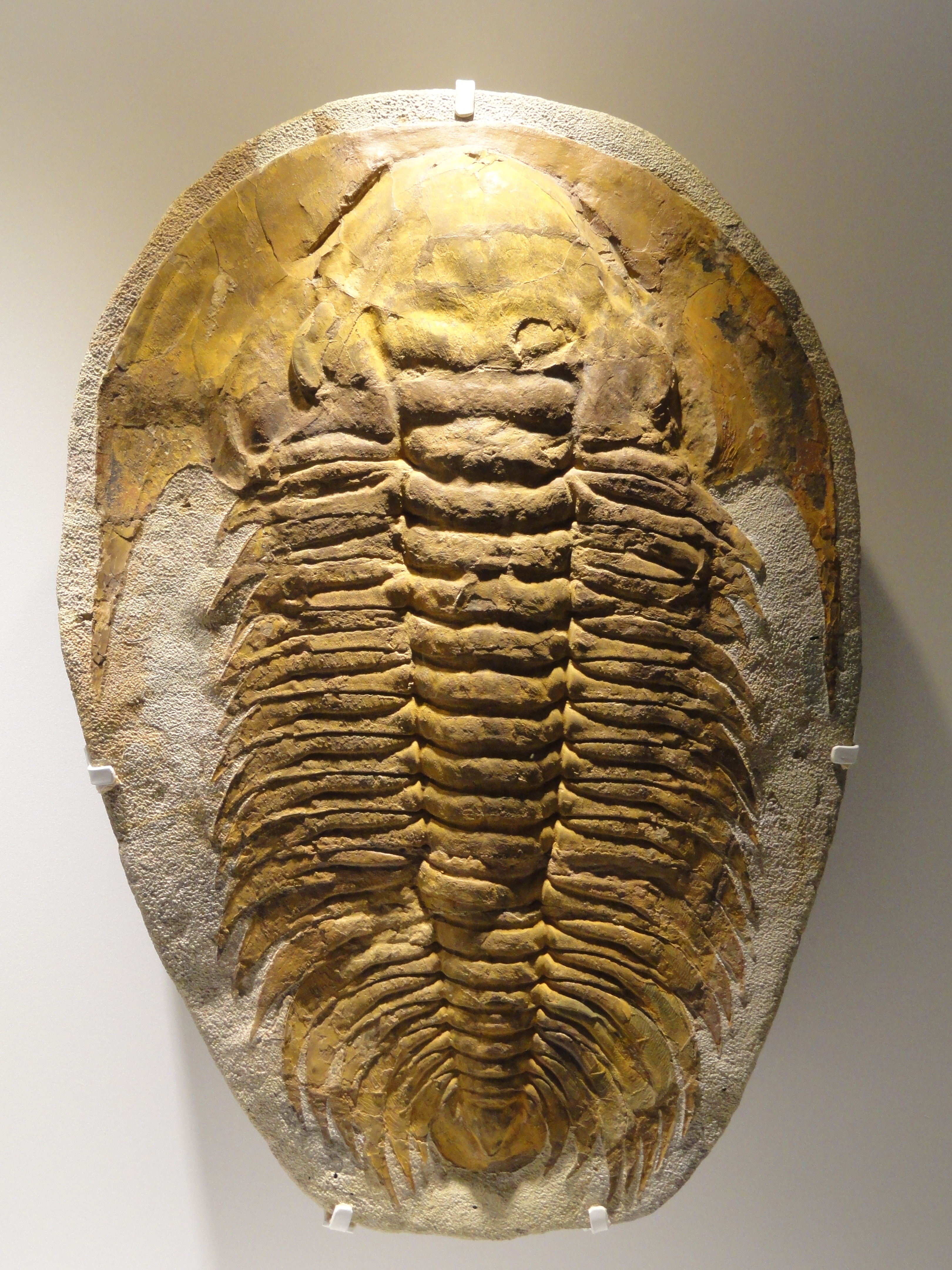
Acadoparadoxides briareus (Redlichiida).

## Dans la culture

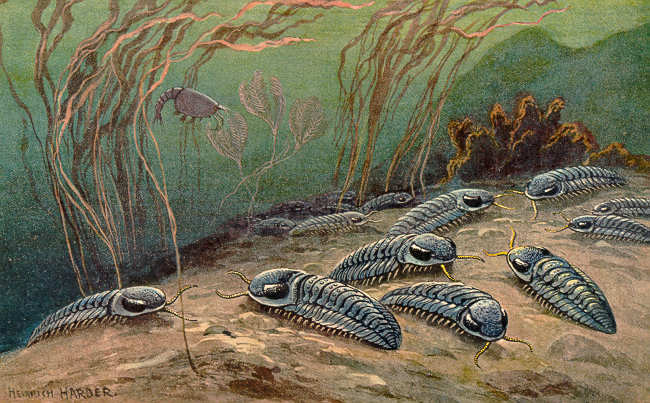
Restitution de trilobites dans leur milieu par le paléoartiste Heinrich Harder (1858-1935).

- Ethnopaléontologie : une amulette sculptée à partir d'un trilobite datant du Silurien a été trouvée dans un refuge rocheux, par la suite nommé grotte du Trilobite, à Arcy-sur-Cure (Yonne, région Bourgogne-Franche-Comté, France). Les sédiments ont permis de dater cet objet du Magdalénien (15 000 ans av. J.-C.)[19].
- En Australie a été exhumé un ustensile confectionné par des aborigènes à partir d'un trilobite cambrien.
- Dans l'ouest de l'Utah (États-Unis), les Amérindiens Utes ont extrait des trilobites Elrathia kingi abondants dans les séries du Cambrien moyen à House Range, pour en faire des amulettes. Dans leur langue, cette espèce est nommée timpe khanitza pachavi, soit « insecte de pierre »[20].
- Le roman allemand Stielauge der Urkrebs (« Yeux pédonculés le crustacé préhistorique ») de Baptist Dohm[Note 3] paru en 1933, met en scène un trilobite Cyphaspis ceratophtalmus qui revient à la vie au XXe siècle[21] ;
- Dans le roman Les Déportés du Cambrien de Robert Silverberg paru en 1968, les condamnés à la déportation dans le passé pêchent et cuisinent des trilobites ; en outre, l'un d'eux, Mel Rudiger, les collectionne.